# 山路一善
山路 一善（やまじ かずよし、1869年4月24日〈明治2年3月13日〉- 1963年〈昭和38年〉3月13日）は、日本の海軍軍人。海軍中将勲一等正四位功三級。海軍航空の導入、整備に尽力し、「海軍航空の生みの親」と呼ばれる。

## 経歴
現在の愛媛県松山市に松山藩士・山路一審の三男として生まれる。
1886年（明治19年）海軍兵学校に入校。
1890年（明治23年）7月17日、海兵17期卒業。海軍少尉候補生として「比叡」乗組。
少尉任官後、日清戦争には「千代田」航海士として参加。黄海海戦などを戦う。
日露戦争開戦時は連合艦隊第一艦隊第二戦隊参謀（少佐）。日本海海戦には第一艦隊第三戦隊参謀として参加（中佐）。
第一次世界大戦は第三特務艦隊司令官（少将）。イギリス政府の要請により、ドイツの通商破壊活動への海上護衛任務のために軽巡洋艦「筑摩」「平戸」を率いてオーストラリア・ニュージーランド方面に出撃。シドニーを拠点に海上護衛任務を行う。
1923年（大正12年）3月31日、予備役。
1929年（昭和4年）3月13日、後備役。
1934年（昭和9年）3月13日、退役。
1947年（昭和22年）11月28日、公職追放仮指定を受けた。

## 親族
愛媛県師範学校長の山路一遊、日本興業銀行副総裁の佃一予は兄。
夫人すえは山本権兵衛の次女（財部彪夫人の実妹）。

## 栄典
位階
- 1892年（明治25年）7月5日 - 正八位[2]
- 1896年（明治29年）7月20日 - 従七位[3]
- 1898年（明治31年）3月8日 - 正七位[4]
- 1905年（明治38年）2月14日 - 正六位[5]
- 1908年（明治41年）12月11日 - 従五位[6]
- 1914年（大正3年）1月30日 - 正五位[7]
- 1918年（大正7年）12月28日 - 従四位[8]
- 1923年（大正12年）4月30日 - 正四位[9]

勲章等
- 1895年（明治28年）11月18日 - 勲六等単光旭日章[10]・明治二十七八年従軍記章[11]
- 1904年（明治37年）11月29日 - 勲四等瑞宝章 [12]
- 1906年（明治39年）4月1日 - 功三級金鵄勲章・勲三等旭日中綬章・明治三十七八年従軍記章[13]
- 1909年（明治42年）4月18日 - 皇太子渡韓記念章[14]
- 1920年（大正9年）11月1日 - 勲一等旭日大綬章・大正三年乃至九年戦役従軍記章[15]
- 1921年（大正10年）7月1日 - 第一回国勢調査記念章[16]
- 1930年（昭和5年）12月5日 - 帝都復興記念章[17]
- 1940年（昭和15年）8月15日 - 紀元二千六百年祝典記念章[18]

## 人物
海兵17期の卒業席次は88人中3位。同期首席卒業は同郷の秋山真之であった。
第三特務艦隊司令官のとき、ドイツ仮装巡洋艦ゼーアドラー号の艦長フェリクス・フォン・ルックナーと面会している。
長男は、太平洋戦争終戦時の築城海軍航空隊司令・山路一行大佐（海兵49期・府立一中卒・東京出身）。妹のヨシは、横山新治陸軍大佐に嫁ぎ、その長男が横山勇である。

## 著書
- 『禅の応用-日露海戦秘録』秀文閣、1941年。
- 『隻手の声-禅の活用』筑度書房、1958年。
- 『日本海軍の興亡と責任者たち』筑土書房、1959年。